# Rotwangen-Waldsalamander
Der Rotwangen-Waldsalamander (Plethodon jordani) ist ein Schwanzlurch aus der artenreichen Familie der Lungenlosen Salamander (Plethodontidae).

## Merkmale
Der Rotwangen-Waldsalamander hat einen 8,5 bis 18,5 Zentimeter langen, schlanken Körper und einen Kopf mit hervorstehenden Augen. An den Wangen und den Beinen befinden sich rote Flecken auf der sonst schwarzen Haut.
Der Schwanz, aus dem bei Gefahr ein abscheulich schmeckender Schleim abgegeben wird, kann auch abgeworfen werden.

## Lebensraum und Verhalten
Der Rotwangen-Waldsalamander lebt in den südlichen Appalachen der Vereinigten Staaten. Seine Nahrung besteht aus Tausendfüßern, Käfern und Insektenlarven.
Die Männchen pflanzen sich jedes Jahr, die Weibchen alle zwei Jahre fort.

## Gefährdung
Der Rotwangen-Waldsalamander wird in der Roten Liste der IUCN als „potenziell gefährdet“ (near threatened) geführt.